# Gideon Davies
Gideon John Davies (né le 6 juillet 1964) est professeur de chimie au Laboratoire de biologie structurale (YSBL) de l'Université d'York, au Royaume-Uni. Davies est surtout connu pour ses études révolutionnaires sur les enzymes glucidiques actives, notamment en analysant la base conformationnelle et mécaniste de la catalyse et en l'appliquant au profit de la société. En 2016, Davies est nommé professeur de recherche de la Royal Society Ken Murray à l'Université d'York.

## Éducation
Davies fait ses études à l'Université de Bristol où il obtient un baccalauréat ès sciences en biochimie et un doctorat en 1990 pour la recherche sur l'enzyme phosphoglycérate kinase isolée de la bactérie Bacillus stearothermophilus, et supervisé par Herman Watson et Len Hall. Il obtient un doctorat en sciences (DSc) de l'Université de Bristol en 2007.

## Carrière
Après son doctorat, Davies effectue des recherches postdoctorales à la station externe du Laboratoire européen de biologie moléculaire (EMBL) à Hambourg, en collaboration avec Keith S. Wilson sur l'utilisation du rayonnement synchrotron dans la cristallographie des protéines, ainsi qu'au Centre national de la recherche scientifique (CNRS) à Grenoble. En 1990, Davies part à York pour travailler avec Dale Wigley et Guy Dodson sur l'ADN gyrase, créant son propre groupe au sein de l'YSBL en 1996 après avoir reçu une Bourse de recherche universitaire de la Royal Society. Il est nommé professeur à l'Université d'York en 2001 et reçoit une chaire de recherche de la Royal Society Ken Murray en 2016. Il collabore avec Alywn Jones, Bernard Henrissat, Steve Withers et David Vocadlo. Il est directeur de thèse de Tracey Gloster.
Davies étudie la chimie biologique des glucides, de leur structure ,,, leurs rôles en enzymologie,, glycobiologie,,,, utilisation comme biocarburants ,, et implications pour le microbiote intestinal,. 
Davies remporte de nombreux prix pour son travail, comme la médaille Davy et de la médaille Gabor de la Royal Society, le John and Rita Cornforth Award (avec Paul Walton ), le prix Whistler de l'International Carbohydrate Organization, et le prix GlaxoSmithKline  de la Biochemical Society. En 2019, il est l'un des membres du York Structural Biology Laboratory de l'Université d'York qui reçoit le Queen's Anniversary Prize.
Davies est élu membre de l'Organisation européenne de biologie moléculaire (EMBO) en 2010  et est membre de la Royal Society of Chemistry (FRSC). En 2010, Davies est élu membre de la Royal Society (FRS) et membre de l'Académie des sciences médicales (FMedSci) en 2014.
Il reçoit le John and Rita Cornforth Award de la Royal Society of Chemistry en 2020  et le Queen's Anniversary Prize (à YSBL) en 2019 .
Davies épouse Valérie Marie-Andrée Ducros  en 1999 (div. 2021) et a deux filles. 